# Малинники (Тверська область)
Малинники (рос. Малинники) — присілок в Старицькому районі Тверської області Російської Федерації.
Населення становить 1 особу. Входить до складу муніципального утворення Берновське сільське поселення.

## Історія
Від 2005 року входить до складу муніципального утворення Берновське сільське поселення. Раніше населений пункт належав до Дар'їнського сільського округу.

## Населення
| 2008 | 2010 |
| ---- | ---- |
| 4    | ↘1   |